# Fundación Obra Social de Castilla y León
La Fundación Obra Social de Castilla y León (Fundos), antes denominada Fundación España-Duero, es una fundación española con sede en León. Es heredera de la extinta Caja España de Inversiones, Salamanca y Soria, Caja de Ahorros y Monte de Piedad (Caja España-Duero), la caja de ahorros resultante de la fusión de Caja España y Caja Duero. Quedó constituida el 3 de julio de 2016 como fundación ordinaria con el nombre de Fundación España-Duero.
Su principal labor consiste en gestionar y mantener la obra social y el patrimonio cultural heredado de la antigua caja de ahorros, así como sus montes de piedad.

## Historia

### Precedentes

#### Caja España
Poco tiempo después de la fundación de la primera caja de ahorros española, en 1838, nacieron en lo que hoy es Castilla y León los dos antecedentes históricos más remotos de la entidad: la Caja de Ahorros y Monte de Piedad de Valladolid (en 1841), y la Caja de Ahorros y Monte de Piedad de Palencia (en 1845).
En León también se intentó constituir una caja de ahorros en 1856.
Los años difíciles que tocó en suerte vivir a la decimonónica sociedad española, no fueron propicios para que prosperasen estos primeros proyectos, nacidos con el propósito de luchar tanto contra la usura, como en favor de las clases sociales más desprotegidas.
En 1878, el Ayuntamiento de Palencia volvió a tomar la iniciativa para la creación de una nueva Caja de Ahorros y Monte de Piedad de Palencia, que al fin vio la luz el 6 de agosto de 1881.
En León, en 1890 la Real Sociedad Económica de Amigos del País dio los pasos precisos para la definitiva fundación, en 1900, del que iba a ser primeramente el Monte de Piedad y Caja de Ahorros de León, que el 21 de febrero de 1948 mudó su nombre por el de Caja de Ahorros y Monte de Piedad de León.
La bonanza económica que caracterizó a España durante la segunda década del siglo XX, permitió asimismo que la Casa Social Católica de Valladolid, nacida al abrigo de la Asociación Católica y Círculo de Obreros, diera forma, el 9 de enero de 1916, a la Cooperativa de Crédito Popular y Caja de Ahorros y Préstamos de Valladolid, que luego cambió su denominación por la de Caja General de Ahorros Popular de la Acción Católica de Valladolid, el 20 de marzo de 1934, hasta quedar en Caja de Ahorros Popular de Valladolid, el 14 de octubre de 1942.
También en Valladolid tuvo lugar en 1927 el intento fallido de una nueva caja de ahorros por parte de la Diputación Provincial, que no pudo llegar a efecto el proyecto hasta pasados los trágicos años de la guerra civil, concretamente hasta el 9 de enero de 1940, en que por fin tiene lugar la fundación de la Caja de Ahorros Provincial de Valladolid.
Y el 15 de febrero de 1965, después de unos trámites que se iniciaron en 1962, por iniciativa de la Diputación Provincial zamorana, tiene lugar la fundación de la Caja de Ahorros Provincial de Zamora.
Estas cinco instituciones dieron los primeros pasos para la fusión el 22 de marzo de 1988. El 17 de junio de 1989, las respectivas Asambleas Generales aprobaban el deseado proyecto. Y tras la adquisición de la Caja Rural Comarcal del Bierzo en 1989, por la Caja de Ahorros y Monte de Piedad de León, las cinco cajas de ahorros culminaron finalmente el proceso de fusión el 16 de junio de 1990, dando vida a la nueva Caja España de Inversiones, Caja de Ahorros y Monte de Piedad, que a su vez adquirió en el mismo año la Caja Rural Comarcal de Carrión de los Condes.
En dicho momento cada una de las cinco aportaba los siguientes recursos a la nueva entidad resultante:
| Caja                                          | Oficinas | Empleados | Inversiones crediticias (millones de ptas.) |
| --------------------------------------------- | -------- | --------- | ------------------------------------------- |
| Caja de Ahorros y Monte de Piedad de León     | 92       | 630       | 102.021                                     |
| Caja de Ahorros Provincial de Zamora          | 62       | 366       | 29.977                                      |
| Caja de Ahorros Popular de Valladolid         | 66       | 266       | 26.563                                      |
| Caja de Ahorros Provincial de Valladolid      | 83       | 310       | 26.297                                      |
| Caja de Ahorros y Monte de Piedad de Palencia | 63       | 180       | 16.600                                      |

El proceso de expansión de Caja España, inmediato a su fundación, tuvo un impulso importante con la adquisición, en 1994, de más de un centenar de sucursales del Banco de Fomento, que facilitaron la vocación expansiva de la institución por gran parte de la geografía nacional.

#### Caja Duero
La Caja de Ahorros y Monte de Piedad de Salamanca nació el año 1881. La caja contó con el apoyo de instituciones y colectivos que se convirtieron en primeros donantes e impositores, entre los que destacan: Gobierno Civil, Diputación Provincial de Salamanca, Ayuntamiento, Universidad, Escuela de Artes y Oficios, Escuela de San Eloy, Comisión Provincial de Monumentos, Círculo Agrícola, Escuela Normal, Colegio de Abogados, Cabildo, Sección de Estadística, Revista del Círculo Agrícola, El Eco del Secretariado y El Boletín de Primera Enseñanza.
45 años después de su fundación, el 21 de mayo de 1925, la caja se establece en la vecina ciudad de Zamora, invitada por las autoridades de la provincia vecina para dar servicio a aquella ciudad.
Once años más tarde, en 1936, asumió las responsabilidades de la antigua Caja de Ahorros y Monte de Piedad de Valladolid, cuyas circunstancias concretas amenazaban seriamente su continuidad, y se instala en Valladolid. Posteriormente absorbería la Caja de Ahorros y Préstamos de la Provincia de Palencia en 1984, la Caja Rural de Ávila y la Caja de Crédito Agrícola de Ciudad Rodrigo en 1988 y la Caja Rural de Cáceres y la Caja Rural de Arenas de San Pedro en 1989.
El 11 de mayo de 1991 se fusionó con la Caja de Ahorros y Préstamos de Soria, entidad fundada en 1912, creándose la Caja de Ahorros de Salamanca y Soria, que en 1997 tomó el nombre comercial de Caja Duero.
En junio del año 2000, Caja Duero integró la red de oficinas que, hasta esa fecha, tenía en España el Banco Crédit Lyonnais España, alcanzando desde entonces el ámbito nacional.
En 1990 abrió su primera oficina de representación en Lisboa, que se convirtió posteriormente en oficina operativa en 1995. En 1997 se abrieron oficinas en Oporto y Viseu, en 1998 en Miranda do Douro, en 2000 en Guarda y en 2001 en Braganza.

### Fusión de Caja España y Caja Duero
En 2009 se intenta la fusión con otras cajas de la región. Después de retirarse Caja de Burgos, empiezan las negociaciones entre Caja España y Caja Duero, que tenían que haber estado terminadas en 2009 pero por discrepancias en el reparto de poder se retrasaron hasta 2010.
El 4 de enero de 2010, los consejos de administración de Caja Duero y Caja España aprobaron un acuerdo de fusión entre ambas entidades. La denominación social de la nueva entidad sería Caja España de Inversiones, Salamanca y Soria, Caja de Ahorros y Monte de Piedad y la sede social se situaría en León.
La integración de Caja España y Caja Duero requirió recapitalizarse con 525 millones de euros, recursos que anticipó el Fondo de Reestructuración Ordenada Bancaria (FROB) a cambio de la suscripción de participaciones preferentes convertibles en cuotas participativas de la entidad resultante.
La fusión fue ratificada por las asambleas generales el 5 de junio de 2010.

### Creación del Banco de Caja España de Inversiones, Salamanca y Soria
El Consejo de Administración de Caja España-Duero aprobó el 28 de julio de 2011 la segregación de la actividad financiera y sus activos en favor del Banco de Caja España de Inversiones, Salamanca y Soria, S. A. U.
Este acuerdo fue ratificado por la asamblea general el 5 de septiembre de 2011.
El nuevo banco es conocido por Banco CEISS, aunque en sus oficinas se mantienen las marcas comerciales Caja España y Caja Duero, las cuales irán siendo sustituidas por la marca EspañaDuero.
El 10 de mayo de 2013, la comisión rectora del FROB y la comisión ejecutiva del Banco de España dieron luz verde a la fusión entre Unicaja Banco y Banco CEISS. Se produjo una operación acordeón, en la que se redujo el capital. Esto afectó al antiguo accionista de Banco CEISS (Caja España-Duero), que fue el primero en absorber pérdidas; y a las participaciones preferentes (FROB 1) suscritas por el FROB (525 millones de euros).
El 28 de marzo de 2014, Unicaja Banco culminó la compra de Banco CEISS convirtiéndolo en una filial.

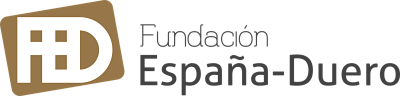
Fundación España-Duero, primer nombre de la Fundación.

### Transformación en fundación
El 21 de noviembre de 2013, Caja España-Duero fue dada de baja en el Registro de Entidades del Banco de España por su transformación automática en fundación de carácter especial.
El 3 de julio de 2016, la Fundación España-Duero quedó finalmente constituida en la que sería su sede social, el edificio de Botines de la capital leonesa. De esta manera, se culminó la transformación de la antigua caja de ahorros en una fundación ordinaria.
El 9 de marzo de 2018, la Fundación España-Duero decidió renovar su imagen y cambiar su nombre por el de Fundación Obra Social de Castilla y León (Fundos) con el objetivo de «remontarse a sus orígenes y desligarse de cualquier tipo de marca».